# Rozvodna Neznášov
Rozvodna Neznášov (zkratkou NEZ) se nachází na území obce Rožnov asi 5 km jihozápadně od Jaroměře, v okrese Náchod v Královéhradeckém kraji. Je také jedinou rozvodnou na 400 kV v kraji. Provozuje se v napěťových hladinách 400 a 110 kV.

## Význam
Rozvodna Neznášov patří k nejvýznamnějším rozvodnám v Královéhradeckém kraji. Část 400 kV provozuje ČEPS, a.s, část 110 kV provozuje ČEZ.

## Historie
Rozvodna byla založena v roce 1980 pro zlepšení dodávek elektřiny ve Východočeském kraji. Do rozvodny byla připojena smyčka z linky Výškov-Krasíkov.

## Popis

### Napěťové hodnoty
Rozvodna je provozována v napěťových hodnotách 400 kV a 110 kV. Hladinou 400 kV jsou spojeny rozvodny Bezděčín a Krasíkov.

### Transformátory
Transformace 400/110 kV je zajištěna dvěma třífázovými transformátory.

### Vedení
Do rozvodny jsou zaústěna následující vedení:

#### Vedení 400 kV – ZVN – zvláště vysoké napětí
- Jednoduché vedení V452 Bezděčín - Neznášov
- Jednoduché vedení V453 Neznášov – Krasíkov